# Cryptocephalus cantabricus
Cryptocephalus cantabricus – gatunek chrząszcza z rodziny stonkowatych i podrodziny Cryptocephalinae.
Gatunek ten został opisany w 1958 roku przez Franza.
Występuje wyłącznie w Hiszpanii.